# Hugues Picardet
Pour les articles homonymes, voir Picardet.
Hugues Picardet, né en 1560 à Mirebeau, près de Dijon, mort le 29 avril 1641 à Dijon, fut procureur du roi au Parlement de Bourgogne à Dijon. Il est également connu comme possesseur d’une importante bibliothèque.

## Biographie
Il est le fils aîné de Jeanne Buvée et de Gaspard Picardet (mort vers 1591), procureur fiscal à Mirebeau puis Secrétaire-audiencier du roi au Parlement de Bourgogne à Dijon. En 1586, il épouse Anne Berbisey, fille de Thomas II Berbisey, procureur général au Parlement de Bourgogne, et il succède à son beau-père à cette même charge le 4 janvier 1586. En mai 1591, il reçoit ses lettres de noblesse, enregistrées au Parlement de Dijon le 21 novembre 1591 puis à la Chambre des Comptes de Bourgogne le 27 septembre 1595. Durant les troubles de la Ligue, Picardet s’éloigne de Dijon jusqu’au retour de cette ville sous l’autorité royale (mai 1595). En 1601 il est enregistré comme seigneur de Belleneuve (une localité proche de Dijon). 
Picardet fut appelé à l'Assemblée des notables de France, convoquée à Rouen en 1617 par Louis XIII. Outre sa charge de Procureur général, qui lui procure 600 lt par an,  il obtient en 1621 l'aliénation du "droit de rêve, transports et hauts passages" pour les bailliages de Dijon et Châtillon, droit renouvelé jusques vers 1636. Il acquiert encore l'office de Contrôleur près la recette d'Avallon en 1634, et en 1640 l'office de Contrôleur près la recette de Semur-en-Brionnais . Picardet résigna sa charge de procureur du roi le 3 avril 1641 en faveur de Pierre Lenet, conseiller au Parlement. Mort le 29 avril 1641, il fut enterré dans le chœur de l'église abbatiale Saint-Étienne de Dijon. 
Hugues Picardet avait une sœur prénommée Anne qui se fit connaître pour avoir publié en 1618 des Odes spirituelles sur l'air des chansons de ce temps, dont on connaît plusieurs éditions.
Sa femme Anne Berbisey étant morte sans lui donner d'enfant, Picardet se remarie en 1623 avec Antoinette Le Prévost, fille de Nicolas Le Prévost, sieur de Saint-Germain, de qui il aura une fille unique, prénommée Marie. Le 5 février 1644, Marie épouse Jacques-Auguste II de Thou (1609-1677), Président au Parlement de Paris et baron de Meslay-le-Vidame, d’où huit enfants ; elle décède le 4 février 1663.

## Œuvres

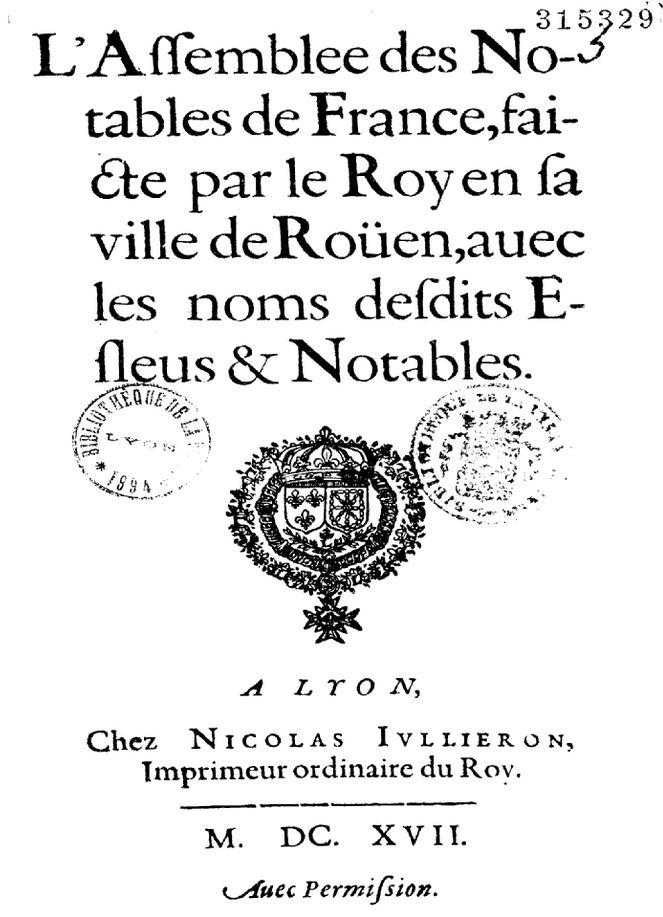
Page de titre de L'Assemblée des notables de France... de Hugues Picardet (Lyon, 1617). (c) Lyon BM.

- Recueil des principaux points de la remontrance faite en la Cour de Parlement de Bourgogne, le XXIIIIe de novembre dernier, par Mre Hugues Picardet... (Dijon : J. Maignien, 1605). 8°. Paris BNF.
- Il publie en 1613 une chronique des guerres d'Italie d'après un manuscrit de sa bibliothèque : Georgii Flori Mediolaensis Jurisc. De bello italico, et rebus Gallorum praeclare gestis libri sex... edente Hugone Picardeto. (Paris : Robert III Estienne, 1613). 4°. Dédiée à Nicolas Bruart, Président au Parlement de Bourgogne. Paris Maz., Paris BNF.
- Remonstrances sur l'Edit de Nantes, les duels, blasphemes, &c. (Dijon : Claude Guyot, 1614). Edition 12° non localisée, citée d'après Papillon, vol. II p. 152.
- Conclusions... à la suite de la première déclaration du roy, en Parlement de Dijon. (Dijon : Claude Guyot, 1614). Beaune BM.
- L'Assemblée des Notables de France, faicte par le Roy en sa ville de Roüen, auec les noms desdits Esleus et Notables. (Lyon : Nicolas Julliéron, 1617). Lyon BM. Texte attribué à Picardet par Papillon, vol. II p. 153.
- Journal de l'Assemblée des notables convoquée à Paris en 1626... 8°. Rouen BM. Texte réédité vers 1750 en annexe aux Mémoires pour servir à l'histoire du cardinal duc de Richelieu, 8°.
- Remontrances faites en la cour de Parlement de Bourgogne, sur diverses occurrences, par Mre Hugues Picardet... (Paris : Claude Morel, 1618). 8°. Dijon BM, Grenoble BM, Paris BNF. Edition rééditée en 1624 à Paris (édition citée dans le Catalogus bibliothecae Thuanae, 1679, vol. I p. 255).
- Plaidoyer de Mre Hugues Picardet... sur une vieille erreur populaire : que le droit d'aubaine estoit aboly en la ville de Dijon ; avec les arrêts sur ce entrevenus. (Dijon : Claude Guyot, 1619). 4°. Dijon BM, Paris BNF.
- Remonstrances faites en la Cour de Parlement de Bourgogne. (Paris : s.n., 1634). 12°. Toulouse BM.
- Quelques discours de sa main sont aussi publiées dans des recueils plus tardifs (par exemple à Paris, 1652). Voir Papillon, vol. II p. 153.

Il est également dédicataire de l’édition de Cassiodore éditée en 1609 par Pierre de Brosse (Genève : Pierre et Jacques Chouët, 1609), 8° (Paris BNF) et de l’ouvrage de Pierre Blanchot, Avocat du roi : La Justice, vraye image de Jesus-Christ (Lyon : 1627). Il a entretenu une correspondance avec Claude-Barthélémy Morisot, éditeur d'un Ovide et d’autres ouvrages.

## La bibliothèque

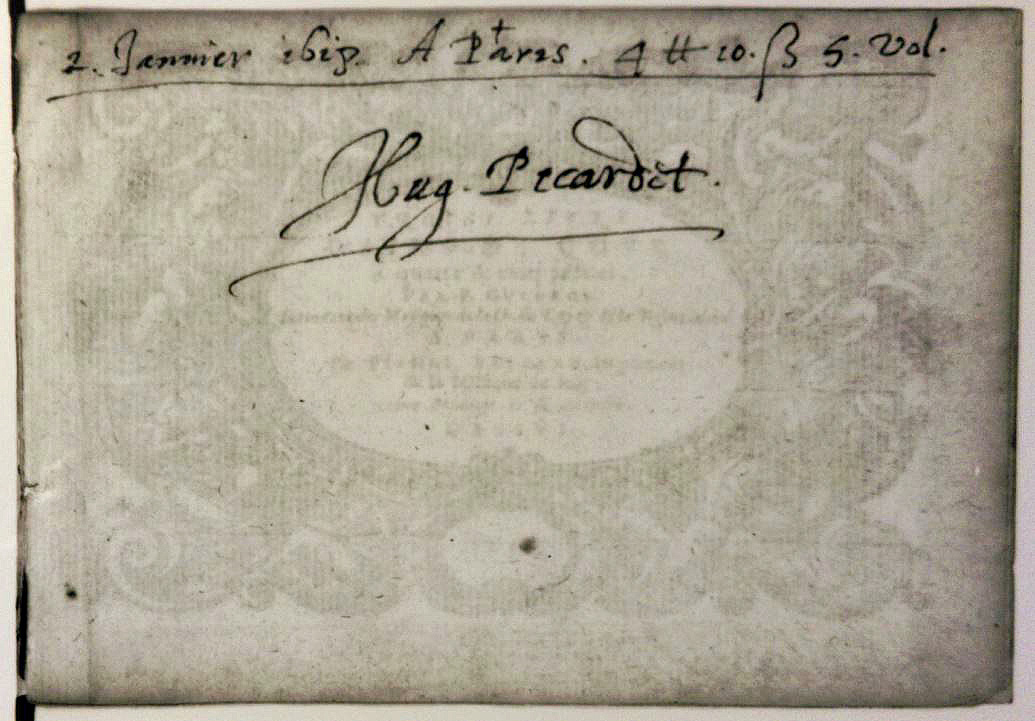
Ex-libris manuscrit de Hugues Picardet sur un de ses livres de musique (Paris BNF).

Picardet possédait une bibliothèque déjà connue à son époque et dont l’inventaire fut dressé en juillet 1641 par le libraire dijonnais Anthoine Gourryer. Elle donnait naturellement une bonne place aux livres de droit mais contenait aussi de l'Ecriture sainte, de la patrologie, des vies de saints, des auteurs antiques et de l'histoire. Elle avoisinait les 2 000 volumes, dimension très honorable pour l'époque. Une quinzaine de ces volumes ont pu être retrouvés, notamment dans les bibliothèques de Dijon, Lyon, Paris, Bruxelles et Louvain.
Pour une partie, la bibliothèque de Picardet vint enrichir vers 1644 celle de son gendre, le renommé bibliophile Jacques-Auguste II de Thou, qui possédait une des plus belles bibliothèques de ce temps, riche d’environ 7500 volumes à sa mort (1677). De Thou garda également un portrait de Messire Hugues Picardet, procureur General au Parlement de Dijon, & Madame Antoinette Prevost sa femme; pere et mere de Marie Picardet femme de Messire Jacques Auguste de Thou, president et Ambassadeur en Hollande. Ce portrait est mentionné dans le catalogue de vente de sa bibliothèque, en 1679 (Catalogus bibliothecae Thuanae).

## Les livres de musique
À la fin de l’inventaire de 1641 sont mentionnés des paquets de musique qui ne sont pas détaillés, comme c’est généralement le cas, mais qu’on peut estimer entre 200 et 300 volumes. Enfin, une épinette, sept luths et une guitare closent l’inventaire. Cette bibliothèque et ces instruments révèlent une pratique musicale domestique assez soutenue.

Le devenir de cette bibliothèque de musique jusqu’à nos jours n’a pu être reconstitué, et seuls quelques livres de musique ont été retrouvés, qui portent l’ex libris manuscrit de Picardet. Il s’agit d’une part de recueils d’airs de cour publiés entre 1571 et 1626 dans l’officine parisienne d’Adrian Le Roy et Robert Ballard, puis de Pierre I Ballard, ou à Caen chez Jacques Mangeant, conservés maintenant à Paris BNF, Bruxelles BR et Washington LC. Ils totalisent 22 éditions différentes, contenant des œuvres d’Adrian Le Roy, Jean Boyer, Denis Caignet, Pierre Guédron, Nicolas Signac, Antoine  Boësset et d’autres anonymes. Ces volumes sont dans leur couverture d'origine : en vélin ou sous une couverture d'attente en papier fort, confectionnée dans la boutique de l’imprimeur. Picardet y a porté des dates d’achat, achats toujours faits dans l’année de publication ou dans l’année suivante. D’autre part, ont aussi été retrouvés des recueils de musique profane italienne à trois voix, avec ou sans basse continue, de Giovanni Francesco Anerio, Orazio Brognonico, Giovanni Pietro Flaccomio, Antonio Gualtieri, Marc’Antonio Negri, Giulio Santo Pietro Del Negro, Marc’Antonio Tornioli, Sigismondo d'India, tous édités à Venise entre 1607 et 1611, et tous achetés en avril 1613. Ces dernières sont toutes conservées à Londres, British Library.

Cette bibliothèque de musique, dont le contenu ne peut pas être mieux précisé, reste la plus ancienne collection musicale privée française dont des vestiges significatifs nous sont parvenus.